# Estación Las Rojas
Las Rojas fue una estación de ferrocarril que se hallaba dentro de la comuna de La Serena, en la Región de Coquimbo de Chile. Fue parte del ramal La Serena-Rivadavia, y actualmente se encuentra inactiva dado que la línea fue levantada.

## Historia
La estación fue una de las primeras construidas para el ferrocarril que unía La Serena con Rivadavia y que fue inaugurada el 4 de agosto de 1884. Enrique Espinoza consigna la estación en 1897, al igual que José Olayo López en 1910 y Santiago Marín Vicuña en 1910, quienes también la incluyen en sus listados de estaciones ferroviarias.
La estación se encontraba a una altitud de 208 m s. n. m. A 6 km al oeste de la estación Las Rojas se encontraba un paradero denominado «Punta de Piedra».
La estación fue suprimida mediante decreto del 12 de agosto de 1959. Con el cierre de todos los servicios de la Red Norte de la Empresa de los Ferrocarriles del Estado en junio de 1975, que implicó también el cierre del ramal La Serena-Rivadavia, la estación Las Rojas fue vendida en 1986. Actualmente la estación se encuentra habitada.